# Tierra del Sol
Tierra del Sol is een resort op Aruba. De volledige naam is Van der Valk Tierra del Sol Resort, Spa & Country Club. Behalve een hotel en veel vakantiehuizen bevindt zich hier de enige 18-holes golfbaan van Aruba. Het golfterrein werd in 1995 ontworpen door Robert Trent Jones Jr. Vanop de golfbaan heeft men afwisselend uitzicht op de oceaan en op woestijnachtige gronden.

## Toernooien
- Ieder jaar wordt op deze baan het Aruba International Pro-Am Golf Tournament gespeeld. Het toernooi bestaat uit 36 holes. De teams bestaan uit een professional en vier amateurs.
- De Aruba Golf Trophy is een toernooi van amateurs ongeacht hun handicap. Het wordt op twee banen gespeeld, op Tierra del Sol en op The Links at Divi Aruba.